# Moonpool

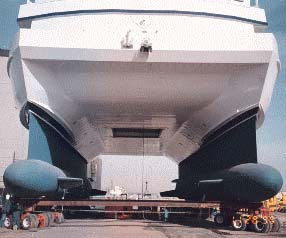
Onderzijde van het onderzoeksschip Western Flyer met de moonpool tussen de catamaran rompen.

Een moonpool is een plek op olieproductieplatform, boorschip, duikondersteuningsvaartuig, maritiem onderzoeks schip of onderzeeverblijf waar vandaan duikers of instrumenten het water onder het schip/verblijf in kunnen. Het is een gat in de scheepsromp, het platform of verblijf dat de duikers of technici bescherming bieden zodat zij, zelfs bij zware zee of ijs, kunnen werken in een beschermde omgeving in plaats van aan het dek.